# GMNC
GMNC (англ. Geminin coiled-coil domain containing) – білок, який кодується однойменним геном, розташованим у людей на 3-й хромосомі. Довжина поліпептидного ланцюга білка становить 334 амінокислот, а молекулярна маса — 37 887.
| 10         |  | 20         |  | 30         |  | 40         |  | 50         |
| ---------- |  | ---------- |  | ---------- |  | ---------- |  | ---------- |
| MNTILPCQDQ |  | YFVGGQSYNC |  | PYSTTTSESS |  | VDVSTETWVS |  | FWAAGLLDNR |
| ELQQAPQAQE |  | SFSDSNFPLP |  | DLCSWEEAQL |  | SSQLYRNKQL |  | QDTLVQKEEE |
| LARLHEENNH |  | LRQYLNSALV |  | KCLEEKAKKL |  | LSSDEFSKAY |  | GKFRKGKRKS |
| KEQRYSPAEI |  | PHPKNAKRNL |  | SSEFANCEEQ |  | AGPPVDPWVL |  | QTLGLKDLDT |
| IDDTSSANYS |  | ALASHPRRVA |  | STFSQFPDDA |  | VDYKNIPRED |  | MPIDYRGDRT |
| TPLHSTATHG |  | EDFHILSQLS |  | NPPVGLKTLP |  | YYTAHVSPNK |  | TEMAFSTSLS |
| PHCNVKTHSF |  | HQGQAFVRRD |  | EEGGWKFTWV |  | PKQS       |  |            |

A: Аланін

C: Цистеїн

D: Аспарагінова кислота

E: Глутамінова кислота

F: Фенілаланін

G: Гліцин

H: Гістидин

I: Ізолейцин

K: Лізин

L: Лейцин

M: Метіонін

N: Аспарагін

P: Пролін

Q: Глутамін

R: Аргінін

S: Серин

T: Треонін

V: Валін

W: Триптофан

Кодований геном білок за функцією належить до фосфопротеїнів. 
Задіяний у таких біологічних процесах, як клітинний цикл, реплікація ДНК. 
Локалізований у ядрі.